# Wybory parlamentarne w Holandii w 1981 roku

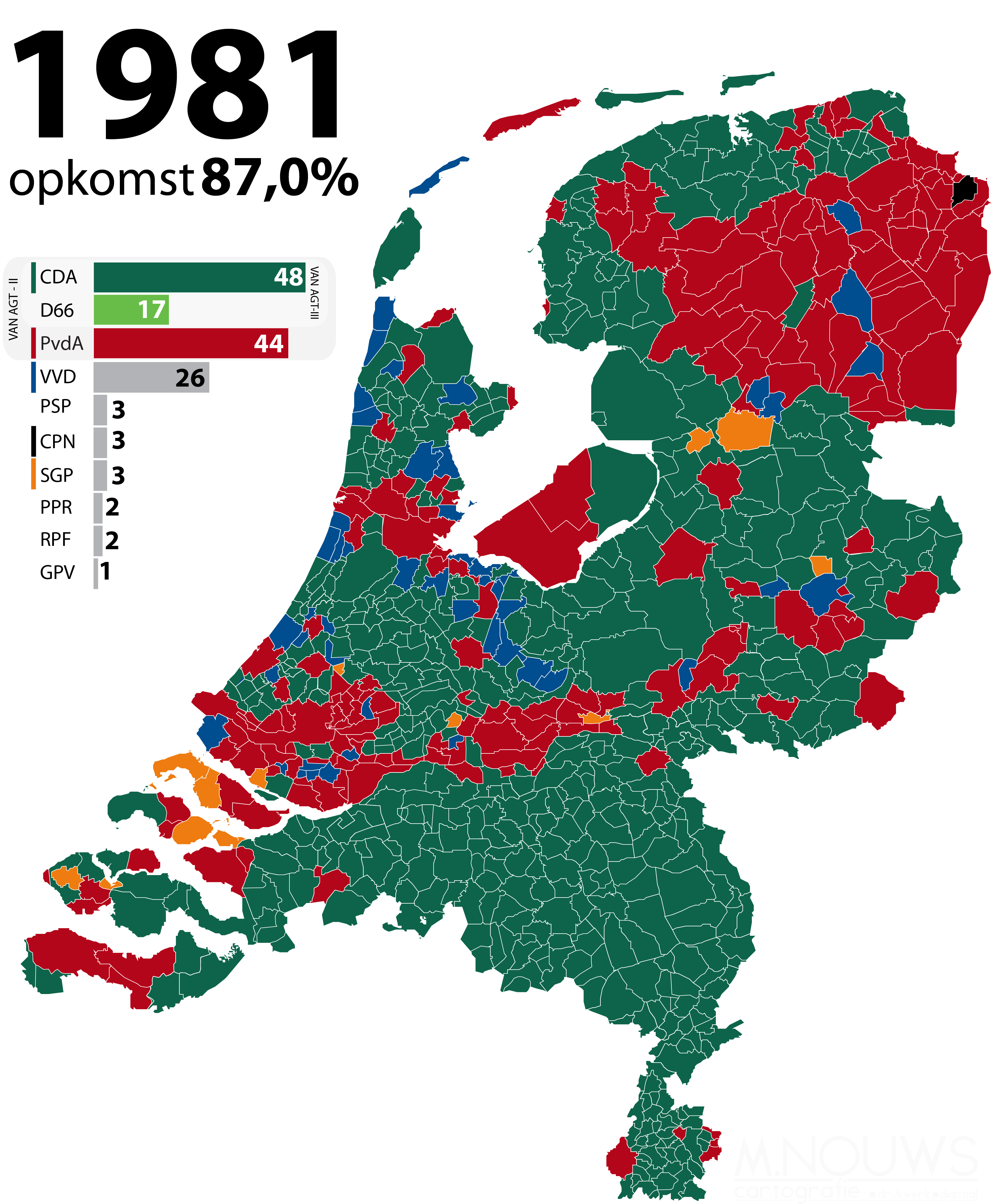
Wybory 1981, wyniki w gminach. Zielonym kolorem zaznaczono miejsca, w których zwyciężył CDA, czerwonym PvdA, niebieskim VVD, pomarańczowym SGP

Wybory parlamentarne w Holandii w 1981 roku zostały przeprowadzone 26 maja 1981 r. W ich wyniku Holendrzy wybrali 150 posłów do Tweede Kamer, niższej izby Stanów Generalnych. Frekwencja wyborcza wyniosła 87,03%. Wybory zakończyły się zwycięstwem Apelu Chrześcijańsko-Demokratycznego, a na stanowisku premiera pozostał Dries van Agt.

## Wyniki wyborów
| Partia                                       | Głosy     | %     | Mandaty | Zmiana |
| -------------------------------------------- | --------- | ----- | ------- | ------ |
| Apel Chrześcijańsko-Demokratyczny            | 2 677 259 | 30,81 | 48      | -1     |
| Partia Pracy                                 | 2 458 452 | 28,29 | 44      | -9     |
| Partia Ludowa na rzecz Wolności i Demokracji | 1 505 311 | 17,32 | 26      | -2     |
| Demokraci 66                                 | 961 121   | 11,06 | 17      | +9     |
| Pacyfistyczna Partia Socjalistyczna          | 184 422   | 2,12  | 3       | +2     |
| Komunistyczna Partia Holandii                | 178 292   | 2,05  | 3       | +1     |
| Polityczna Partia Protestantów               | 171 324   | 1,97  | 3       | -      |
| Partia Radykalna                             | 171 042   | 1,97  | 3       | -      |
| Reformatorska Federacja Polityczna           | 108 364   | 1,25  | 2       | +2     |
| Gereformeerd Politiek Verbond                | 70 878    | 0,82  | 1       | -      |
| Pozostałe                                    | 204 372   | 2,35  | 0       | -      |
| Głosy nieważne i puste                       | 47 401    | 0,54  | 0       | -      |
| Razem                                        | 8 738 238 | 100   | 150     | 0      |